# Гринфельд, Лия Владимировна
Лия Владимировна Гринфельд (Liah Greenfeld; род. 22 августа 1954, Владивосток) — американский социолог, эксперт по национализму.
Доктор философии (1982), профессор Бостонского университета (с 1994), перед чем почти десятилетие преподавала в Гарварде.
Родилась во Владивостоке в семье врачей Владимира Натановича Гринфельда и Виктории Михайловны Киршенблат. Внучка директора Ленфильма и Ленинградского академического театра оперы и балета имени С. М. Кирова Натана Яковлевича Гринфельда, внучатая племянница эндокринолога и энтомолога Якова Давидовича Киршенблата (внучка его брата, Михаила Давыдовича Киршенблата, 1905—1937). В 1972 году с семьёй эмигрировала из СССР в Израиль.
В Еврейском университете в Иерусалиме получила степени бакалавра (1976, cum laude), магистра (1978, cum laude) и доктора философии (1982, summa cum laude) по социологии.
С 1985 по 1994 год ассистент- и ассоциированный профессор Гарварда. С 1994 года Университетский профессор Бостонского университета. С 2010 по 2016 год заслуженный адъюнкт-профессор Университета Линнань в Гонконге. Автор 11 книг. Её труды переводились на десять языков.

## Книги
- Center: Ideas and Institutions (ed.) (University of Chicago Press, 1988)
- Different Worlds: A Study in the Sociology of Taste, Choice, and Success in Art (Cambridge University Press, 1989)
- Nationalism: Five Roads to Modernity (Harvard University Press, 1992)
- The Spirit of Capitalism: Nationalism and Economic Growth (Harvard University Press, 2001)
- Nationalism and the Mind: Essays on Modern Culture (Oxford: Oneworld, 2006)
- The Ideals of Joseph Ben-David: The Scientist’s Role and Centers of Learning Revisited (ed.) (Transaction Publishers, 2012)
- Mind, Modernity, Madness: The Impact of Culture on Human Experience (Harvard University Press, 2013)
- Globalization of Nationalism: The Motive-Force Behind Twenty-First Century Politics (ed.) (ECPR Press, 2016)
- Advanced Introduction to Nationalism (Edward Elgar, 2016)

#### Переводы на русский язык
- Гринфельд Л. Национализм: пять путей к современности / пер. с англ. Т. И. Грингольц, М. Р. Вирозуб. — М.: ПЕР СЭ, 2012. — 528 с. — ISBN 978-5-9292-0164-6.